# Schmidt Béla (orvos)
Schmidt Béla (írói álneve: S. Pálmi Béla; Felsőtelekes, 1881. augusztus 18. – Budapest, 1943. március 19.) erdélyi magyar orvosi szakíró, közíró, szerkesztő, állami kórházi főorvos.

## Életútja, munkássága
Édesapja Schmidt Sándor (1855–1904) nemzetközi hírű mineralógus, édesanyja csalóközi Szalay Matild volt.
A középiskolát Budapesten végezte, 1899-ben érettségizett. Budapesten – a Királyi Magyar Tudományegyetemen (1900–1903) – és Bécsben megkezdett tanulmányai után az 1905/1906-os tanévben a Ferenc József Tudományegyetemen Kolozsváron szerezte meg orvosi diplomáját.
1906-ban hívták Marosvásárhelyre kórházi alorvosnak, hamarosan pedig kinevezték másodorvosnak, 1911-ben orvosnak. 1908–1912 között a helyi felső kereskedelmi iskola iskolaorvosa is volt. 1912-ben Zichy János igazságügyminiszer (feleségével és többekkel együtt) a fiatalkorúak marosvásárhelyi felügyelő hatóságának tagjaivá nevezte ki.
1913-ban Sándor János belügyminiszter a községi közigazgatási tanfolyam és a vele kapcsolatos internátus orvosává nevezte ki. Ebben az időben mint intézeti orvos tevékenykedett a bujakór (nemibeteg) osztályon. Az első világháború kitörésétől a Vörös-Kereszt kórházban teljesített orvosi szolgálatot, míg 1915-ben a belügyminiszter a szatmári katonai járványkórház orvosává nevezte ki. Később katonai szolgálatra jelentkezett s kérte a harctérre küldetését, ami meg is történt és az orosz harctéren volt a honvéd ezred egészségügyi szolgálatában. 1918-ban, mint a 22. honvéd gyalogezrednél beosztott népfölkelő főorvos, az ellenség előtt tanúsított vitéz és önfeláldozó magatartása elismeréseül legfelsőbb dicsérő elismerésben többször is részesült — a kard egyidejű adományozása mellett. 1929-ben magyar nyelvű bábaképző tanfolyamot vezetett Marosvásárhelyen, amit a közegészségügyi miniszter Cantacuzino hercegnő közbenjárására, a Magyar nőszövetség kezdeményezésére engedélyezett. Halálakor orvosa volt a városi postának, a római katolikus gimnáziumnak és több más intézménynek is.
Orvostörténeti vonatkozású írásait magyar és külföldi szaklapok (Erdélyi Orvosi Lap, Praxis Medici, Orvosi Szemle, Orvosi Hetilap, Pester Medizin-Chirurgische Presse, Gyógyászat) közölték, tudománynépszerűsítő cikkei a Család és Iskola, Székely Tanügy, Közegészségügy, Egészség, Munkásotthon Értesítője c. lapokban jelentek meg. Ezenkívül számos szépirodalmi vonatkozású írása az Ellenzék, Fáklya, Napló, Szegedi Napló, Új Század, Székely Ellenzék, Székely Napló hasábjain látott napvilágot. Különböző lapokban közölt rövidebb írásaiból több mint 30 különlenyomat jelent meg. 1929-ben a budapesti rádió egyik pályázatát elnyerve rádiófelolvasást tartott „Az orvos és a beteg“ címmel, és ezzel egyben az első olyan személy volt, aki az utódállamokból tudományos művet olvasott fel a mikrofon előtt.
Szervezői és orvosközéleti tevékenységét főleg az Erdélyi Múzeum-Egyesület keretén belül fejtette ki; ebben a brassói XIII. vándorgyűlés és a III. orvoskongresszus (1934) keretében plakátokból és egészségügyi nevelési füzetekből nagy sikerű kiállítást szervezett. 1910-től volt tagja, majd választmányi tagja a Kemény Zsigmond Társaságnak, titkára a Maros megyei Orvoskamarának, és elnöke a helybeli Iparos Egyesület dalkarának.
Alapítója (dr. Szigeti Imrével, aki azonban 1934-ben meghalt) és főszerkesztője volt a Magyar Népegészségügyi Szemlének, amely 1933
október 15-től 1943 végéig havonta jelent meg Marosvásárhelyen. Célkitűzését a lap címe alatt közölték: „Egészségügyi, embervédelmi és népnevelő folyóirat”. Az 1934/6. számtól főmunkatársa Gergely Endre és Koleszár László, majd előbbi 1938-ban bekövetkezett halála után, helyét az 1939/4. számtól az 1942/4. számig Nagy András vette át. A MNSZ jelentős szerepet játszott a romániai magyarság egészségvédelmében és a népnevelésben.
Budapesten, kórházban halt meg, kiújult tüdőgyulladása okán. Hamvait hazavitték és a marosvásárhelyi római katolikus temetőben nyugszik.
Első felesége Nagy Pálma, Nagy Miklós (1840—1907), a Vasárnapi Újság szerkesztőjének lánya volt, akitől 1928-tól elváltan élt, 1934-ben öngyilkos lett. Második felesége Fall Erzsébet gyógyszerész. Fiúk Schmidt Sándor, 1936-ban született, és biológia-, kémiatanár volt.

## Művei
Kötetei
- A gyermek gyakoribb heveny fertőző betegségeiről (Marosvásárhely, 1908)
- Az élet. Bevezető a biológiába (Marosvásárhely, 1912)
- Újabb gyógyszerek jegyzéke (a Gyógyszerészek címtára és zsebnaptára 1920 függeléke, Marosvásárhely, 1921)
- Az orvos (Marosvásárhely, 1926)
- Erdély orvosi folyóiratai 1919-től napjainkig (Budapest, 1930)
- Az élet örök tragédiája (Budapest, 1931)
- Az örök harc. Küzdelem a tuberkulózis ellen (Szigeti Imrével, Kolozsvár, 1933)
- A vérbaj. I–II. (Brassó, 1938)
- Gyermekvédelem (Arad, 1940)
- Az erdélyi kisebbségi orvosok irodalmi munkásságának tizenegy éve (EME Orvosi Értesítő. Kolozsvár, 1940/49)

S. Pálmi Bélaként
- A természetismeret haladásáról. (Új Század. 1905. évf. 143—147 1.)[34]
- A biogenézisről. (Új Század. 1905. évf. 92—101 1.)[34]
- A temperarfestésről és Istvánffy Gyula képeiről. (Megjelent Kolozsvárott, a szerző saját kiadásában)[35]
- A férj visszaemlékezik. (tárca, Ellenzék 26. évfolyam 128. szám, 1905. június 6.)[36]